# Sauvigny-le-Bois
Sauvigny-le-Bois település Franciaországban, Yonne megyében. Lakosainak száma 739 fő (2022. január 1.). Sauvigny-le-Bois Provency, Athie, Avallon, Étaule, Magny és Guillon-Terre-Plaine községekkel határos.

## Népesség
A település népessége az elmúlt években az alábbi módon változott:
| Lakosok száma | 754  | 721  | 733  | 708  | 715  | 722  | 729  | 730  | 739  |
|               | 2013 | 2015 | 2016 | 2017 | 2018 | 2019 | 2020 | 2021 | 2022 |